# Catastrophe de Cali
La catastrophe de Cali (Explosión de Cali) désigne l'explosion de sept camions militaires transportant 1053 caisses de dynamite et stationnés dans la ville de Cali, en Colombie, le 7 août 1956. À cette date, la ville compte environ 400 000 habitants. L'explosion a causé plus de 1 300 morts et 4 000 blessés, ; d'autres estimations avancent 4 000 morts et 12 000 blessés.

## Chronologie

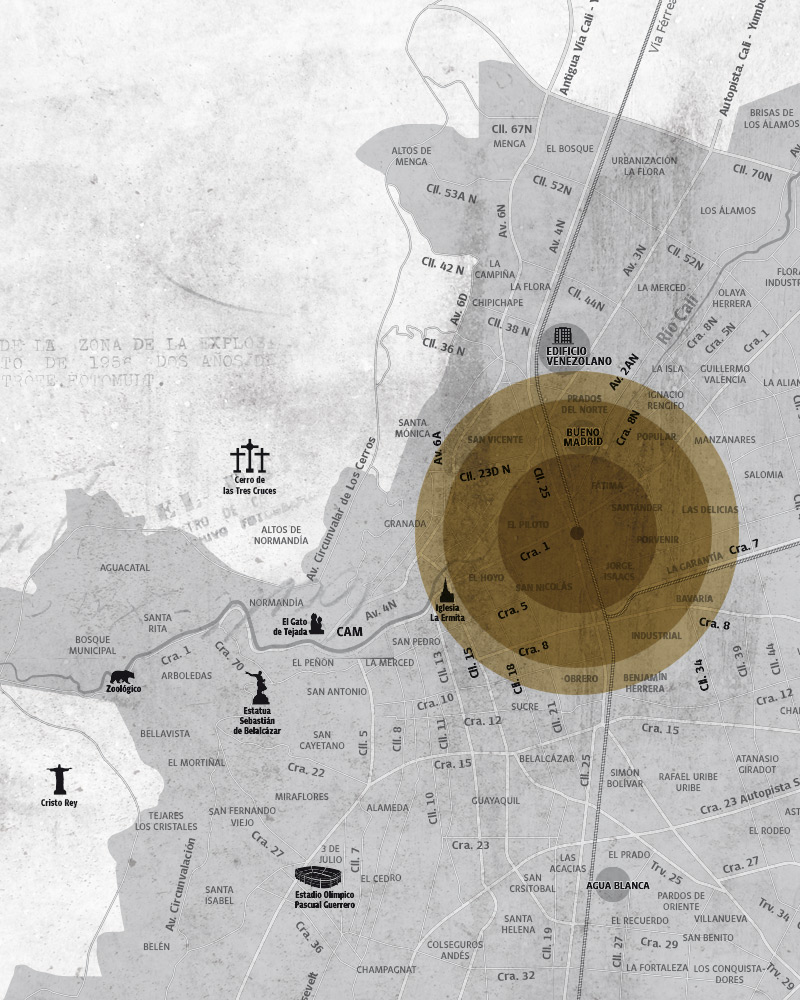
Rayon de la déflagration à Cali le 7 août 1956.

Sept camions militaires en provenance de Buenaventura et chargés de 1053 caisses de dynamite (représentant 42 000 kilos) stationnent dans une ancienne gare. L'explosion se produit aux premières heures du matin : elle détruit 41 immeubles et creuse un cratère de 50 mètres de largeur et de 25 mètres de profondeur. Le souffle de l'explosion, en détruisant les bâtiments, logements et entreprises, cause plus de 1 300 morts et 4 000 blessés. Six quartiers sont touchés : San Nicolás, El Porvenir, El Hoyo, El Piloto, Fátima and Jorge Isaacs.

### Documentation
- (en) « Huge toll feared in Colombia Blast; Dynamite Convoy Explosion in Heart of City of Cali Said to Cause 1,000 Casualties », The New York Times,‎ 8 août 1956 (lire en ligne).
- « 1 000 morts 1 800 Blessés lors de l'explosion de six camions chargés de dynamite », Le Monde,‎ 9 août 1956 (lire en ligne).
- « Bilan incertain de la catastrophe de Cali : environ 500 morts, 1000 blessés », Le Monde,‎ 10 août 1956 (lire en ligne).
- AFP, « Le général Rojas Pinilla rend visite a la ville sinistrée de Cali », Le Monde,‎ 11 août 1956 (lire en ligne).
- (en) Tad Szulc, « Cali recovering from fatal blast; Emergency in Colombia City Reported Under Control-- Toll Held Exaggerated No Evidence of Sabotage », The New York Times,‎ 11 août 1956 (lire en ligne).